# Ouled Rahmoune
Ouled Rahmoune è un comune dell'Algeria, situato nella provincia di Costantina.